# Chaconne
Chaconne eller cia(c)cona är en gammal dans med troligt spanskt ursprung i 3/4 takt. 
Den är nästan identisk med passacaglia. Det förekommer diskussion om huruvida den ena börjar med upptakt och inte den andra, samt om den ena är en harmoniföljd och den andra en basmelodi. Exempel på berömda verk baserade på denna form är bland annat Chaconne i d-moll för soloviolin av Johann Sebastian Bach. Svenska verk är bland andra Chaconne för pianosolo av Gunnar de Frumerie och Chaconne för stråkkvartett av Fredrik Sixten.